# Deuterodiscoelius pseudospinosus
Deuterodiscoelius pseudospinosus är en stekelart som beskrevs av Giordani Soika 1969. Deuterodiscoelius pseudospinosus ingår i släktet Deuterodiscoelius och familjen Eumenidae. Inga underarter finns listade i Catalogue of Life.